# Lincoln Center
Lincoln Center for the Performing Arts – kompleks budynków o powierzchni 6,6 hektara (16,3 akra) znajdujący się w obrębie dzielnicy Lincoln Square, na Manhattanie, w Nowym Jorku.

## Budowa
Konsorcjum m.in. społecznych liderów prowadzone w ramach inicjatywy Johna D. Rockefellera III zbudowało Lincoln Center jako część Lincoln Square Renewal Project w trakcie programu miejskiej rewitalizacji prowadzonego przez Roberta Mosesa, który miał miejsce w latach 1950. i 1960. Zatrudnieni zostali cenieni architekci, którzy mieli zaprojektować główne budynki, dzięki czemu przez ponad trzydzieści następnych lat, wcześniej zniszczony obszar okalający Lincoln Center, stał się nowym centrum kultury nowojorskiej.
Pierwszym prezesem Lincoln Center, od 1956 roku, był Rockefeller, który pozostawał przewodniczącym do 1961 roku. Przypisywane jest mu zebranie ponad połowy sumy 184,5 mln USD z prywatnych środków, potrzebnych na zbudowanie kompleksu, m.in. wykorzystując własne fundusze; fundusz Rockefeller Brothers Fund także brał udział w projekcie. Trzy budynki zlokalizowane w centrum, David Geffen Hall, David H. Koch Theater (wcześniej New York State Theater) i Metropolitan Opera House, otwarte zostały odpowiednio w 1962, 1964 i 1966 roku).

### Nazwa
Nazwa centrum może mieć związek z jej lokalizacją w Lincoln Square, ale nie jest jasne czy obszar nazwano jako hołd dla prezydenta USA Abrahama Lincolna. Nazwa została nadana temu obszarowi w 1906 roku przez New York City Board of Aldermen, jednak materiały archiwalne nie przedstawiają powodu wybrania tej nazwy. Długo istniały przypuszczenia, że nazwa Lincoln Square była związana z nazwiskiem lokalnego właściciela ziemskiego. Archiwa miejskie z tamtych czasów potwierdzają jedynie nazwiska kilku właścicieli gruntów – Johannes van Bruch, Thomas Hall, Stephan de Lancey, James de Lancey, James de Lancey Jr. oraz John Somerindyck. Inna spekulacja mówiła, że powiązania z prezydentem Lincolnem zostały pominięte w archiwach, ponieważ burmistrzem w 1906 roku był George B. McClellan Jr., syn generała George’a B. McClellana, który był général en chef Armii Unii na początku wojny secesyjnej i zażartym wrogiem Lincolna.

### Architekci

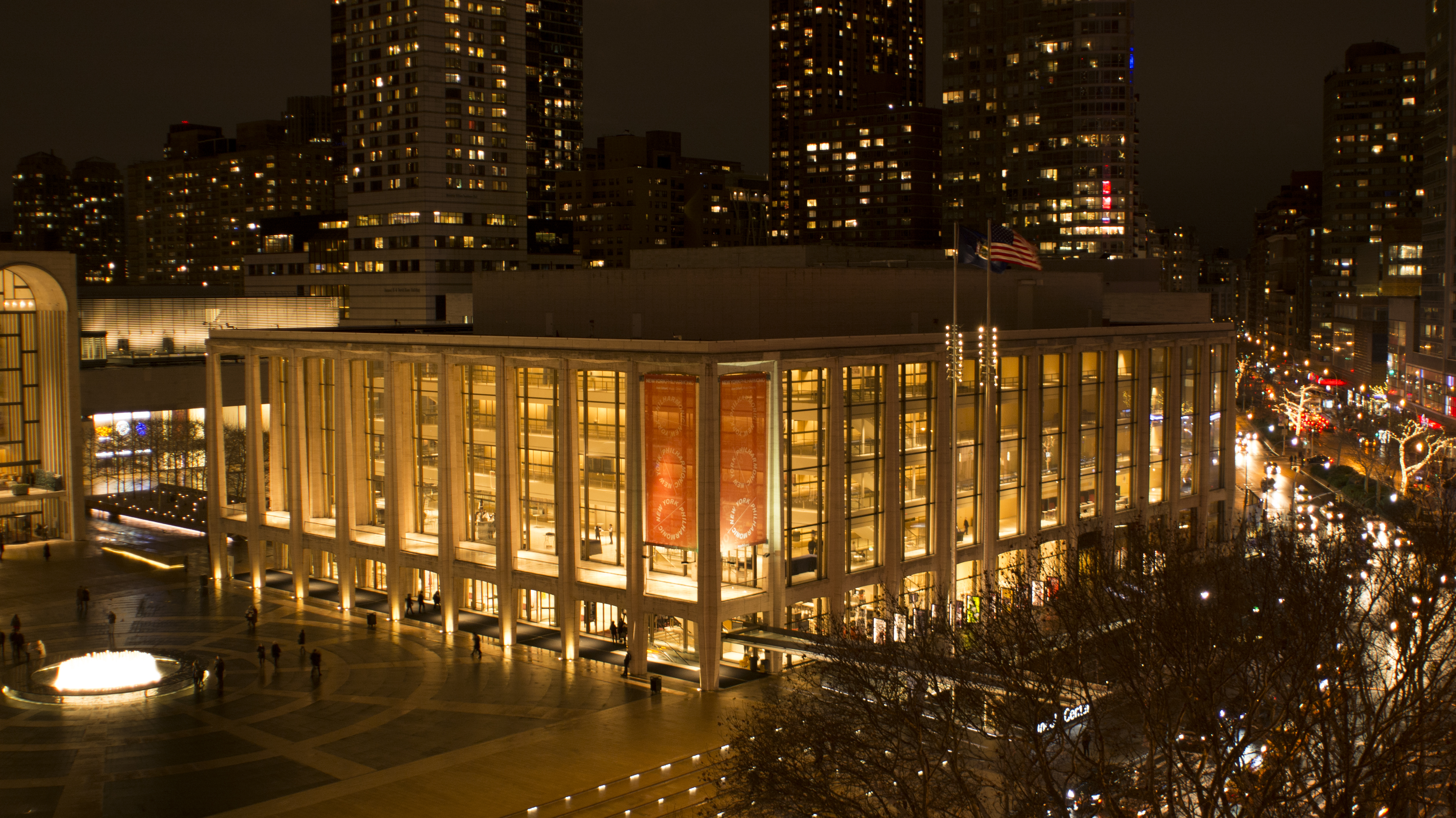
David Geffen Hall, siedziba Filharmonii Nowojorskiej w Lincoln Center.

Lista architektów, którzy zaprojektowali budynki w centrum
- Max Abramovitz(inne języki): David Geffen Hall[7]
- Pietro Belluschi: The Juilliard School (włącznie z: Alice Tully Hall); zmodyfikowane przez: Diller Scofidio + Renfro wspólnie z FX Fowle[8]
- Gordon Bunshaft: The New York Public Library for the Performing Arts[9]
- Wallace Harrison(inne języki): plan generalny centrum, Metropolitan Opera House[10]
- Lee Jablin(inne języki): 3 Lincoln Center[11]
- Philip Johnson: New York State Theater (David H. Koch Theater)[12]
- Eero Saarinen: Vivian Beaumont Theater[13]
- Davis, Brody and Associates (Davis Brody Bond): The Samuel B. and David Rose Building[14]
- Billie Tsien, Tod Williams: David Rubenstein Atrium[15]
- Hugh Hardy(inne języki): Claire Tow Theater[16]

## Historia kompleksu

### Struktura

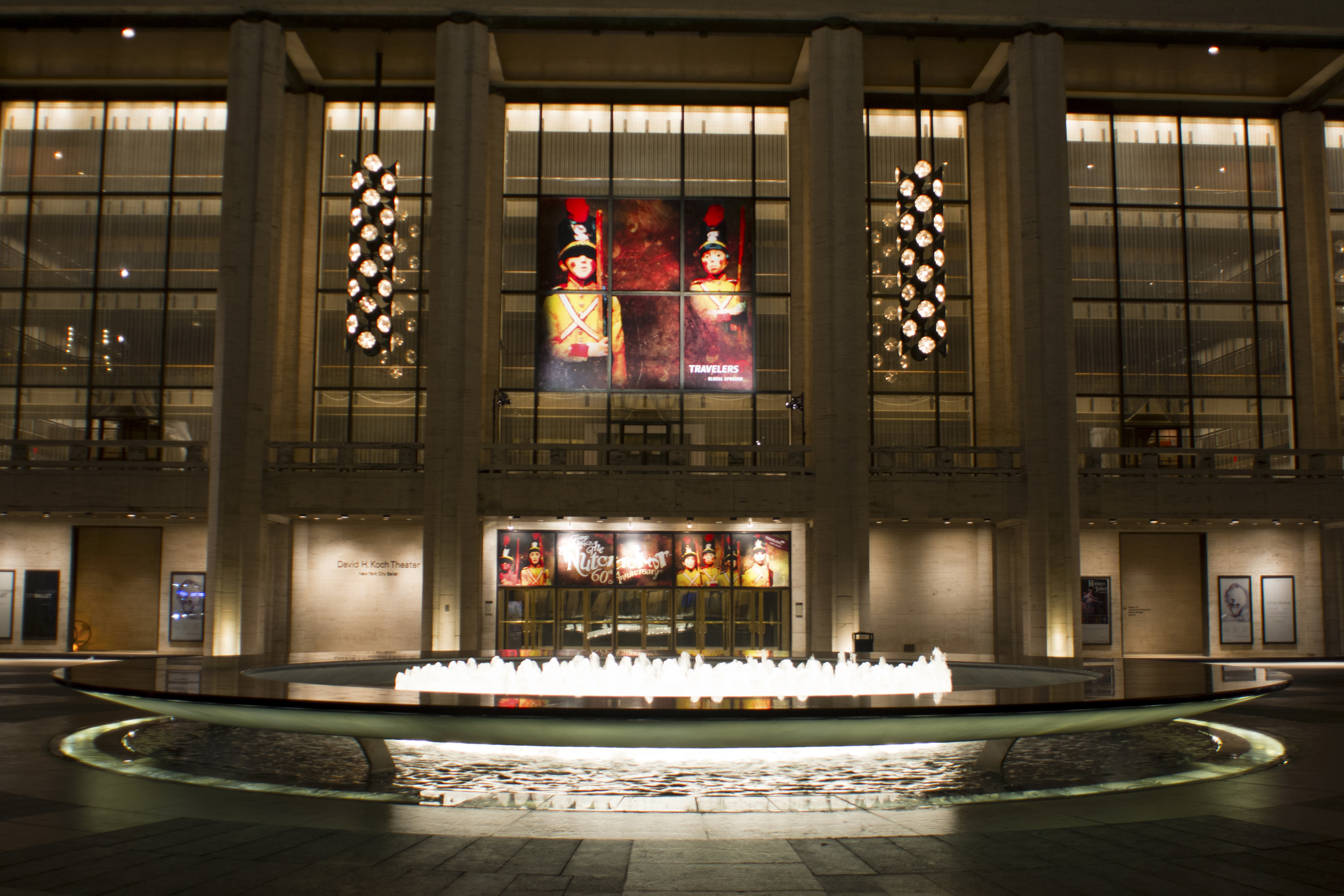
David H. Koch Theater w Lincoln Center, siedziba New York City Ballet.

Pierwszym obiektem, który powstał w 1961 roku była Fordham University School of Law (część Uniwersytetu Fordham), która była także pierwszą miejską instytucją w ramach Lincoln Square Renewal Project. Centrum zostało zlokalizowane między alejami Amsterdam i Columbus (wschód–zachód), a ulicami 60th i 66th (południe–północ) w obrębie Lincoln Square, w manhattańskiej dzielnicy Upper West Side. Kompleks uznawany jest za pierwszy, który skupił w jednym miejscu główne instytucje kulturalne w amerykańskim mieście.
Rozbudowa kondominium przy 3 Lincoln Center, ukończona w 1991 roku, zaprojektowane przez Lee Jablina (Harman Jablin Architects), pozwoliła na ekspansję Juilliard School oraz School of American Ballet.
Instytucje kulturalne centrum korzystają także z obiektów zlokalizowanych poza głównym kampusem. W 2004 roku, centrum zostało rozbudowane przez dodanie nowych obiektów Jazz at Lincoln Center, Frederick P. Rose Hall, na terenie nowego kompleksu Time Warner Center, z kilkoma blokami na południu. W marcu 2006 roku, centrum rozpoczęło, w ramach głównego planu przebudowy, modernizację, odnowienie oraz uruchomienie kampusu. Przebudowa zakończona została w 2012 roku, wraz z ukończeniem wiaduktu President’s Bridge nad ulicą West 65th.

### Remonty

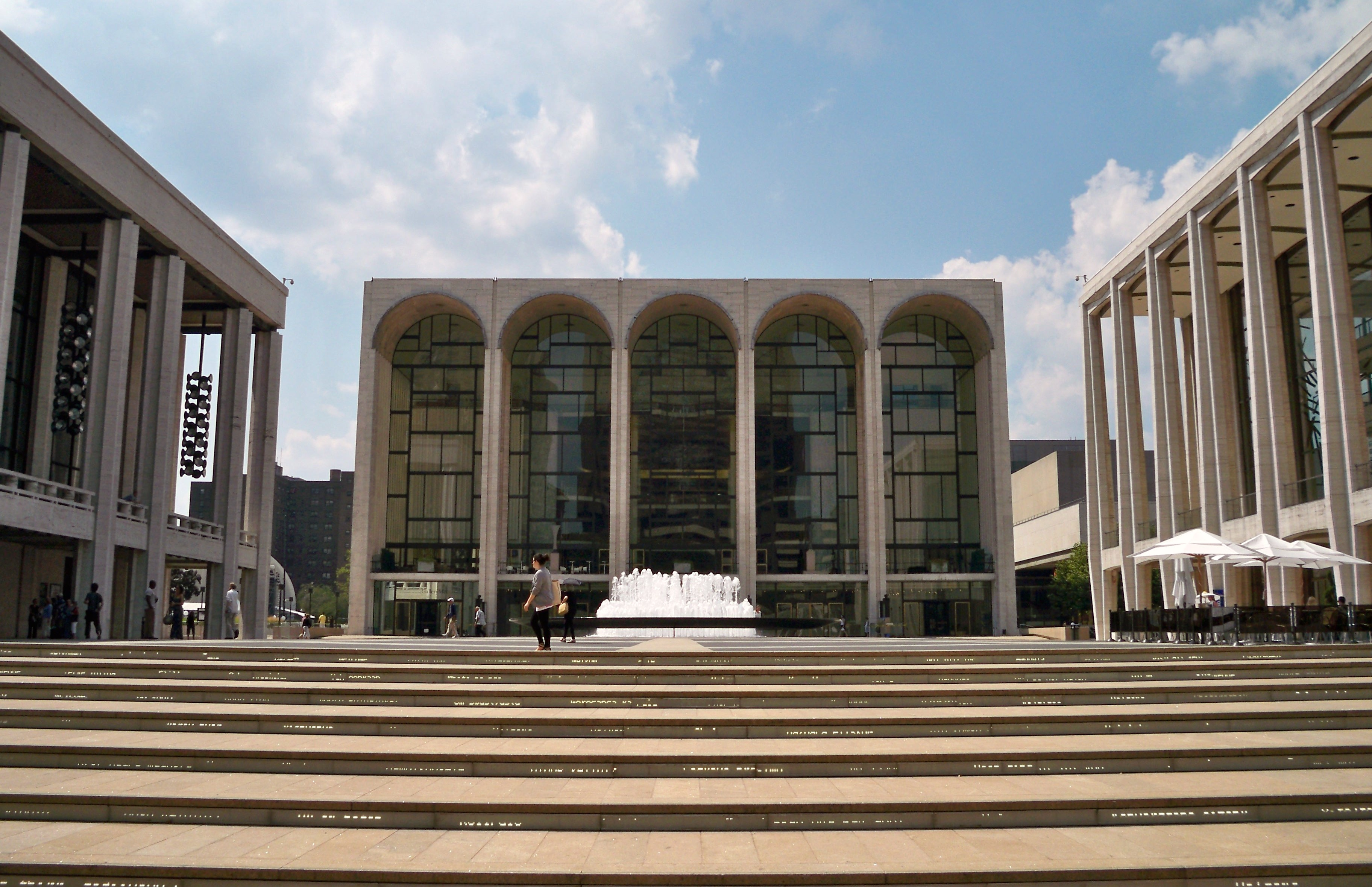
Główny plac w Lincoln Center

W 1999 roku ogłoszono, że całościowa przebudowa Lincoln Center, która trwała ponad 10 lat i radykalnie odmieniła kompleks, kosztowała 1,5 mld USD. W 2005 roku zorganizowany został konkurs, który wygrał brytyjski architekt Norman Foster. Jednak nowy projekt nie został zatwierdzony w całości aż do 2012 roku, m.in. dlatego, że potrzebne było zebranie 300 mln USD na budowę, a także z uwagi na fakt, że orkiestra New York Philharmonic mogłaby stracić publiczność oraz źródło dochodów w czasie jej przeniesienia. Wśród architektów zatrudnionych byli: Frank Gehry, Cooper, Robertson & Partners, Skidmore, Owings and Merrill, Beyer Blinder Belle, Fox & Fowle, Olin Partnership oraz Diller & Scofidio.
W marcu 2006 roku, centrum zainicjowało 65th Street Project – część głównego planu przebudowy trwającego do jesieni 2012 roku – mający na celu stworzenie nowej pieszej promenady zaprojektowanej by poprawić dostępność i estetykę obszaru kampusu. Dodatkowo obiekt Alice Tully Hall został zmodernizowany oraz ponownie otwarty w 2009 roku, co zostało zaaprobowane zarówno przez krytyków, jak i opinię publiczną, a Film Society of Lincoln Center rozrosło się o nowe Elinor Bunin Munroe Film Center. Centrum filmowe jest częścią nowego pawilonu, który mieści także restaurację, biura, i jest zwieńczony spadzistym, pokrytym trawą, dachem. Kolejne projekty poprawiły główne place oraz Columbus Avenue Grand Stairs. Pod kierunkiem Lincoln Center Development Project, Diller Scofidio + Renfro we współpracy z FXFOWLE Architects i Beyer Blinder Belle, zapewniło usługi projektowe. Przedsiębiorstwa Turner Construction i RCDolner, LLC odpowiadały za kierowanie budową. Kolejnym etapem przebudowy było dodanie David Rubenstein Atrium, zaprojektowanego przez architektów Toda Williamsa i Billie’ego Tsiena, będącego centrum dla odwiedzających Lincoln Center, które oferuje darmowe występy, możliwość zakupu biletów ze zniżką na przedstawia na terenie całego kampusu, a także jedzenia, oraz dostęp do darmowego Internetu.

## Chronologia
| Data                 | Wydarzenie | Źr.           |
| -------------------- | --- | ------------- |
| 21 kwietnia 1955     | Projekt Lincoln Square w ramach odnowienia miejskiej przestrzeni. | [ 31 ]        |
| 22 czerwca 1956      | Utworzenie spółki Lincoln Center for the Performing Arts, Inc. | [ 31 ]        |
| 14 maja 1959         | Ceremonia rozpoczęcia budowy w obecności prezydenta Dwighta Eisenhowera | [ 31 ]        |
| 23 września 1962     | Otworzenie Philharmonic Hall (obecnie David Geffen Hall); dwugodzinny program CBS na żywo Opening Night at Lincoln Center, zapis z ceremonii wydany na kasecie wideo. | [ 32 ] [ 33 ] |
| 6 kwietnia 1964      | Otwarcie Lincoln Center Fountain. | [ 32 ]        |
| 23 kwietnia 1964     | Otwarcie New York State Theater. | [ 32 ]        |
| 14 października 1965 | Otwarcie Vivian Beaumont Theater oraz Forum (obecnie Mitzi E. Newhouse Theater). | [ 32 ]        |
| 30 listopada 1965    | Otwarcie The Library & Museum of the Performing Arts. | [ 32 ]        |
| 16 września 1966     | Otwarcie Metropolitan Opera House. | [ 32 ]        |
| 22 maja 1969         | Otwarcie Damrosch Park i Guggenheim Band Shell. | [ 32 ]        |
| 11 września 1969     | Otwarcie Alice Tully Hall. | [ 32 ]        |
| 26 października 1969 | Otwarcie Juilliard School. | [ 32 ]        |
| 19 października 1976 | Ponowne otwarcie Avery Fisher Hall, po renowacji mającej na celu poprawę akustyki sali. | [ 34 ]        |
| 7 września 1982      | Ponowne otwarcie New York State Theater, po renowacji mającej na celu poprawę akustyki sali. | [ 35 ]        |
| 2 września 1986      | Victor Vancier, były krajowy przewodniczący Jewish Defense League, rzucił granat z gazem łzawiącym podczas występu sowieckiego baletu w Metropolitan Opera House, co było protestem przeciwko sowieckim praktykom nie zezwalania tamtejszym Żydom emigrować do Izraela.                             | [ 36 ] [ 37 ] |
| 19 listopada 1990    | Otwarcie Samuel B. and David Rose Building, mieszczący Walter Reade Theater, Stanley H. Kaplan Penthouse, Daniel and Joanna S. Rose Rehearsal Studio, Clark Studio Theater, School of American Ballet i domy studenckie Juilliard School, a także przestrzeń biurową dla organizacji członkowskich. | [ 38 ] [ 39 ] |
| 3 grudnia 1991       | Otwarcie Walter Reade Theater, mieszczącego się we wcześniej ukończonym Samuel B. and David Rose Building. | [ 38 ]        |
| 12 lipca 1997        | Wydzielenie placu Paul Milstein Plaza. | [ 38 ]        |
| 18 października 2004 | Otwarcie Jazz at Lincoln Center; we Frederick P. Rose Hall mieszczą się: Rose Theater, Allen Room oraz Dizzy’s Club Coca-Cola. | [ 40 ]        |
| 20 marca 2006        | Rozpoczęcie przekształceń przestrzennych według Transformation of West 65th Street Project, mających na celu m.in. poprawę bezpieczeństwa ruchu pieszego i ulicznego, otwarcie ulicy West 65th na światło i powietrze, a także poprawę dostępu do tablic informacyjnych.                            | [ 40 ]        |
| 8 czerwca 2006       | Włodarze Lincoln Center ogłosili, że w planach jest przekształcenie pobliskiego Harmony Atrium w centrum informacyjne i punkt centralny z usługami dla odwiedzających kampus Lincoln Center. | [ 40 ]        |
| sierpień 2006        | Milstein Bridge został rozebrany w ramach Transformation of West 65th Street Project. | [ 40 ]        |
| 22 lutego 2009       | Otwarcie, po wcześniejszej przebudowie, Alice Tully Hall. | [ 40 ] [ 41 ] |
| 21 maja 2010         | Zakończenie renowacji centralnych i północnych placów na terenie Lincoln Center. | [ 42 ] [ 40 ] |
| 4 czerwca 2012       | Otwarcie Claire Tow Theater. | [ 40 ]        |
| 1 października 2012  | Otwarcie wiaduktu President’s Bridge (nad ulicą West 65th), co wieńczyło projekt przebudowy Lincoln Center wart 1,2 mld USD. | [ 40 ]        |
| 24 września 2015     | Zmiana nazwy Avery Fisher Hall na David Geffen Hall. | [ 40 ]        |